# Авангард (Жидачів)

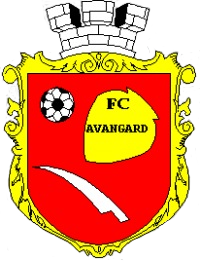
Емблема до 2016 року

«Авангард» (Жидачів) — український аматорський футбольний клуб, який представляє місто Жидачів Львівської області. З 1992 до 1995 року виступав у нижчих дивізіонах чемпіонату України. У 2016 р. припинив існування. У 2018 р. клуб відновився і виступає в Першій Лізі Львівської області з футболу.

## Попередні назви
- "Папірник"
- - 2005: «Авангард»
- 2006-2010: ФК «Жидачів»
- 2011-2016: «Авангард»

## Історія

### Футбол у Жидачеві
Перші згадки в пресі про футбол у Жидачеві датуються початком тридцятих років XX століття. У цей період в місті існували дві команди - українська «Хортиця »і польський "Стшелєц". Українці брали участь в чемпіонаті Українського Спортивного Союзу, де грали з командами Рогатина, Журавна, Львова, Перемишля, Стрия, Миколаєва. Найвище досягнення - 4 місце серед двадцяти клубів у 1933 році.
У 1933 р. була створена Стрийська футбольна округа, участь у якій брав жидачівський «Сокіл». Учасників поділили на дві групи - залежно від їхніх фінансових можливостей. Потенційно багатші            «Підгір'я», «Дністер», «Скала», «Сокіл» (колишня «Зоря») та бориславський «Ропник» змагалися б в класі «А». Решта команд представляли невеликі містечка та села й мали змогу добиратися на виїзні матчі тільки возами. Тому грали б у класі «Б». Згодом «Дністер» передумав залишати ЛОЗПН. А «Підгір'я» змінило назву на «Сокіл», - аби уникнути конфліктів з формально легітимною частиною товариства, яка продовжила виступи у польській першості. Окрім того, вирішено, що обидві групи матимуть рівні права. А їхні переможці у матчах між собою визначать найсильнішу команду округи.
Жидачівський «Сокіл» вирвався вперед у групі «Б». Лідерами другої групи були дві команди ― «Сокіл» і «Січ» (Добряни). Матч між цими командами розпочався із запізненням. Визначений від УСС суддя Цяк не приїхав до Жидачіва. Його заступив стриянин Грубський, який випадково опинився на стадіоні. Перемогли господарі. 
|                             | Змагання назагал доволі нецікаві. Ні одна, ні друга дружина не показала тієї кляси гри, на яку їх обі могли стати. «Січ» краща технічно, зате грала оспало і зовсім без стрілів. Здавалося, що «Січ» не відбуває вирішальних мистецьких змагань, а переводить правильний, по всім вимогам гри тренінґ. Зате «Сокіл», хоча технічно слабший, проте досить забивний. |
| — часопис "Стрийська думка" | |

У фіналі зійшлися стрийська «Скала» і жидачівський «Сокіл», котрі впевнено виграли свої групи. Стрияни несподівано програли домашній матч. Згодом УСС скасувала його результат - через участь у складі «Сокола» незаявлених футболістів. У Жидачеві «Скала» впевнено взяла реванш.
Та «Сокіл» спіткала важка доля. У наступному чемпіонаті команда мала грати в групі "А" разом з стрийською «Скалою», «Січ»  (Добряни) та миколаївським «Дністром». Проте «Сокіл» незадовго до старту припинив існування.

### Авангард
На початку 50-х рр. XX ст. була створена футбольна команда при Жидачівському целюзно-паперовому комбінаті. Колектив спочатку виступав під назвою "Папірник", а згодом став "Авангардом". У 1987 жидачівці стали чемпіонами області, завоювали Кубок Львівщини, Кубок "Спортивної газети", Суперкубок і Кубок серед промислових клубів України та Болгарії. У 1989 і 1997 роках футболісти "Авангарду"  знову привозили до міста обласний Кубок, також ставали фіналістами цього турніру в 2001 р.
У сезоні 1992/1993 клуб стартував у перехідній лізі чемпіонату України. Всього серед професійних команд "Авангард" провів чотири сезони. У 2005 був розформований через складну фінансову ситуацію.

### Відновлення
10 вересня 2006 р. з метою відродження й забезпечення розвитку футболу в Жидачеві був створений ФК "Жидачів". У 2011 р. команда повернула собі назву "Авангард".
У 2016 р. клуб припинив існування. На рівні міських органів влади і підприємців заявляються наміри про відновлення команди вже у 2018 р.

## Стадіон
Стадіон "Авангард" у місті Жидачеві є тренувальною базою і місцем проведення домашніх матчів однойменного аматорського футбольного клубу. Спортивна арена і команда виникли практично одночасно, приблизно у 1951 році. У ті роки команда іменувалася "Папірник", але потім була перейменована в "Авангард".
Стадіон може вмістити до 1,5 тисячі глядачів. Є легкоатлетичні доріжки, душ, роздягальні для спортсменів. Зараз на стадіоні тренуються і дорослі футболісти, і дитяча команда. Старші спортсмени грають в прем’єр-лізі Львівщини. Обидві команди активно беруть участь у всіх турнірах і змаганнях, що проводяться Львівською обласною федерацією футболу.

## Відомі футболісти
- Андрій Гусін
- Руслан Мостовий
- Віталій Федорів
- Володимир Федорів

## Виступи у нижчих дивізіонах чемпіонату України
| Сезон   | Чемпіонат     | Чемпіонат | Чемпіонат | Чемпіонат | Чемпіонат | Чемпіонат | Чемпіонат | Чемпіонат | Кубок        | Кубок | Кубок | Кубок | Кубок | Кубок | Кубок | Примітка                                                         |
| Сезон   | Ліга          | Місце     | І         | В         | Н         | П         | М         | О         | Етап         | І     | В     | Н     | П     | М     | О     | Примітка                                                         |
| ------- | ------------- | --------- | --------- | --------- | --------- | --------- | --------- | --------- | ------------ | ----- | ----- | ----- | ----- | ----- | ----- | ---------------------------------------------------------------- |
| 1992/93 | Перехідна     | 8 з 18    | 34        | 13        | 10        | 11        | 41−32     | 36        | -            | -     | -     | -     | -     | -     | -     | «Авангард»                                                       |
| 1993/94 | Перехідна     | 10 з 18   | 34        | 12        | 9         | 13        | 38−44     | 33        | -            | -     | -     | -     | -     | -     | -     | «Авангард»                                                       |
| 1994/95 | Третя         | 16 з 22   | 42        | 14        | 9         | 19        | 42−65     | 51        | 1/128 фіналу | 1     | 0     | 0     | 1     | 0−2   | 0     | «Авангард»                                                       |
| 1995/96 | Друга Група А | 11 з 22   | 40        | 18        | 8         | 14        | 44-44     | 62        | 1/128 фіналу | 1     | 0     | 0     | 1     | 0−2   | 0     | «Авангард», знявся з чемпіонату перед початком наступного сезону |
| Всього  | Перехідна     | 2 сезони  | 68        | 25        | 19        | 24        | 79—76     | 69        | >2 сезони    | 2     | 0     | 0     | 2     | 0—4   | 0     |                                                                  |
| Всього  | Третя         | 1 сезон   | 42        | 14        | 9         | 19        | 42—65     | 51        |              |       |       |       |       |       |       |                                                                  |
| Всього  | Друга         | 1 сезон   | 40        | 18        | 8         | 14        | 44—44     | 44        |              |       |       |       |       |       |       |                                                                  |

## Досягнення
- Чемпіонат Львівської області:
  - Переможець (1): 1987
  - Бронзовий призер (1): 1991
- Кубок Львівської області: 
  - Володар (3):1987, 1989, 1997
  - Фіналіст (1): 2001